# Oscar Walter Cisek
Oscar Walter Cisek (n. 6 decembrie 1897, București – d. 30 mai 1966, București) a fost un scriitor român de etnie germană, diplomat și critic de artă, autor de nuvele, povestiri, poeme și eseuri în limbile română și germană.

## Biografie
Oscar Walter Cisek s-a născut la București. Tatăl său era un comerciant originar din Boemia, iar mama sa originară dintr-un mic orășel german, Crossen an der Oder. A urmat mai întâi Școala Evanghelică din București, apoi a absolvit studiile în germanistică și istoria artei la Universitatea din München.
S-a remarcat cu o serie de articole și eseuri publicate în revista literară Gândirea  (deși în volumul de cronici plastice, se evită numele publicației de unde a fost preluat textul), fiind un important critic de artă în perioada interbelică. A contribuit la popularizarea curentelor modernist și avangardist din România anilor 1920. După 1930 a intrat în corpul diplomatic al Regatului României, fiind numit atașat cultural și de presă în Austria, Cehoslovacia și Germania, apoi consilier de presă cl. II la Ministerul Propagandei. Între anii 1946-1947, de la începutul ocupației sovietice și până la instalarea regimului comunist din România, Cisek a fost consul general al României la Berna, în Elveția. A colaborat și la publicațiile brașovene de limbă germană Kronstäder Zeitung și Klingsor, dar și la Ideea europeană, Contimporanul,  Prager Presse, Adeverul, Revista Fundațiilor Regale, Bukarester Lloyd, Cugetul Românesc. A tradus din și în limba română creații literare.
A fost închis de regimul comunist, iar după ce a fost eliberat, s-a stabilit la București și a reînceput să scrie. Mai târziu Cisek a fost reabilitat și i-a fost recunoscută activitatea de scriitor. A devenit membru corespondent al Academiei de Arte din Republica Democrată Germană. Academia Română i-a acordat premiul „Ion Creangă” la scurt timp înainte de a deceda.

## Decorații
- Ordinul „Coroana României” în gradul de Comandor (9 mai 1941)[7]
- Ordinul Muncii clasa a III-a (30 decembrie 1957) „pentru merite în domeniul creației literare, [... ] cu prilejul împlinirii a 60 ani de viață”[8]
- Ordinul Steaua Republicii Populare Romîne clasa a IV-a (10 august 1964) „pentru merite deosebite în opera de construire a socialismului, cu prilejul celei de a XX-a aniversări a eliberării patriei”[9]

## Lucrări în limba germană
- Die Tatarin (povestiri, 1929)
- Entmenschlichung (proză, 1931)
- Unbequeme Liebe (roman, 1932),
- Die andere Stimme (versuri, 1934)
- Der Strom ohne Ende (roman, 1937)
- Vor den Toren (roman, 1950)
- Am neuen Ufer (povestiri, 1956)
- Das Reisigfeuer (ciclu romanesc), vol. I - Crișan (1960), Premiul Academiei, vol. II - Horia (1962), Premiul de Stat.

## Lucrări în limba română
- Aman, Edition Ramuri, Craiova, 1931.
- Eseuri și cronici plastice, București, Editura Meridiane.
- Pîrjolul (în două părți, partea I - Crișan, partea a doua - Horia, traducerea volumului din 1960, respectiv 1962).
- În fața porții (traducerea volumului din 1950).

## Traduceri efectuate în volum
- Goethe, Editura Dacia, București, 1932.

## Prezența în antologii
A fost inclus în antologia bilingvă Scriitori germani din România de după 1945, apărută în 2012 la Editura Curtea Veche.